# Stella di piani
In geometria, una stella di piani propria è l'insieme degli infiniti piani che hanno in comune un solo punto, detto centro della stella. Per contro una stella di piani impropria è l'insieme degli infiniti piani paralleli a una retta assegnata r.

## Equazione della stella di piani
L'equazione di una stella di piani corrisponde a quella di un piano, in cui i coefficienti dipendono da due parametri liberi di primo grado {\displaystyle h} e {\displaystyle k}; ogni possibile valore della coppia di parametri determina un unico piano della stella.
{\displaystyle a(h,k)x+b(h,k)y+c(h,k)z+d(h,k)=0}.
È sempre possibile eseguire un raccoglimento parziale dei parametri {\displaystyle k} in modo da separare l'equazione come segue:
{\displaystyle a_{1}x+b_{1}y+c_{1}z+d_{1}+h(a_{2}x+b_{2}y+c_{2}z+d_{2})+k(a_{3}x+b_{3}y+c_{3}z+d_{3})=0};
i tre piani:
{\displaystyle {\begin{matrix}\Pi _{1}:&a_{1}x+b_{1}y+c_{1}z+d_{1}=0\\\Pi _{2}:&a_{2}x+b_{2}y+c_{2}z+d_{2}=0\\\Pi _{3}:&a_{3}x+b_{3}y+c_{3}z+d_{3}=0\end{matrix}}}
sono detti generatori della stella.
Il piano {\displaystyle \Pi _{1}} si ottiene per {\displaystyle h=k=0}, mentre {\displaystyle \Pi _{2}} e {\displaystyle \Pi _{3}}, pur appartenendo alla stella, non sono ricavabili per alcun valore reale dei parametri, si possono solamente approssimare tramite i piani ottenuti per valori molto grandi di {\displaystyle h} e {\displaystyle k}.
A seconda della posizione reciproca dei tre piani generatori, si possono verificare diverse situazioni:
- i tre piani si incontrano in un unico punto {\displaystyle P}; la stella è detta propria e tutti i piani che le appartengono passano per {\displaystyle P};

- i piani sono tutti paralleli ad una retta {\displaystyle r} (pur incontrandosi a due a due): la stella è detta impropria e tutti i piani che le appartengono sono paralleli a {\displaystyle r};

- i piani sono paralleli fra di loro e hanno in comune la stessa normale: la stella è detta impropria e tutti piani che le appartengono sono paralleli fra di loro.

## Combinazione lineare di piani
La definizione più generale di stella di piani utilizza due parametri reali proiettivi: la sua equazione è data dalla combinazione lineare delle equazioni dei tre piani generatori:
{\displaystyle \lambda (a_{1}x+b_{1}y+c_{1}z+d_{1})+\mu (a_{2}x+b_{2}y+c_{2}z+d_{2})+\nu (a_{3}x+b_{3}y+c_{3}z+d_{3})=0\;},
dove {\displaystyle \lambda }, {\displaystyle \mu } e {\displaystyle \nu } sono tre parametri reali non tutti nulli.
A differenza delle precedenti equazioni, quest'ultima contiene tutti i piani della stella. Ogni terna {\displaystyle (\lambda ,\mu ,\nu )\;} con lo stesso rapporto {\displaystyle \lambda :\mu :\nu \;} individua lo stesso fascio. Se, ad esempio, {\displaystyle \nu \neq 0}, possiamo utilizzare i due parametri {\displaystyle h={\frac {\lambda }{\nu }}} e {\displaystyle k={\frac {\mu }{\nu }}} per caratterizzare il fascio. La terna di parametri si può allora considerare come un unico parametro nel piano proiettivo {\displaystyle [\lambda ,\mu ,\nu ]\in \mathbb {P} ^{2}}.

## Altri insiemi ottenibili dalla stella di piani
- fissando uno dei parametri liberi, si ottiene un fascio di piani;
- sezionando una stella di piani con un piano passante per il centro di tale stella, si ottiene un fascio di rette.